# Standsicherheit
Die Standsicherheit oder Kippsicherheit bezeichnet in der Physik bzw. technischen Mechanik den Widerstand bzw. das Widerstandsmoment eines aufrecht stehenden Körpers gegen eine Lageveränderung. Die Kippsicherheit ist umso besser, je größer der Abstand des Lotpunktes des Körper-Schwerpunkts in der Aufstandsfläche von den Rändern (Kippachsen oder  Kippkanten) dieser Fläche ist. Der Abstand ist optimal, wenn er von allen Kippkanten gleich groß ist.
Im Bauwesen bezeichnet Standsicherheit die Sicherheit gegen den Einsturz baulicher Anlagen.

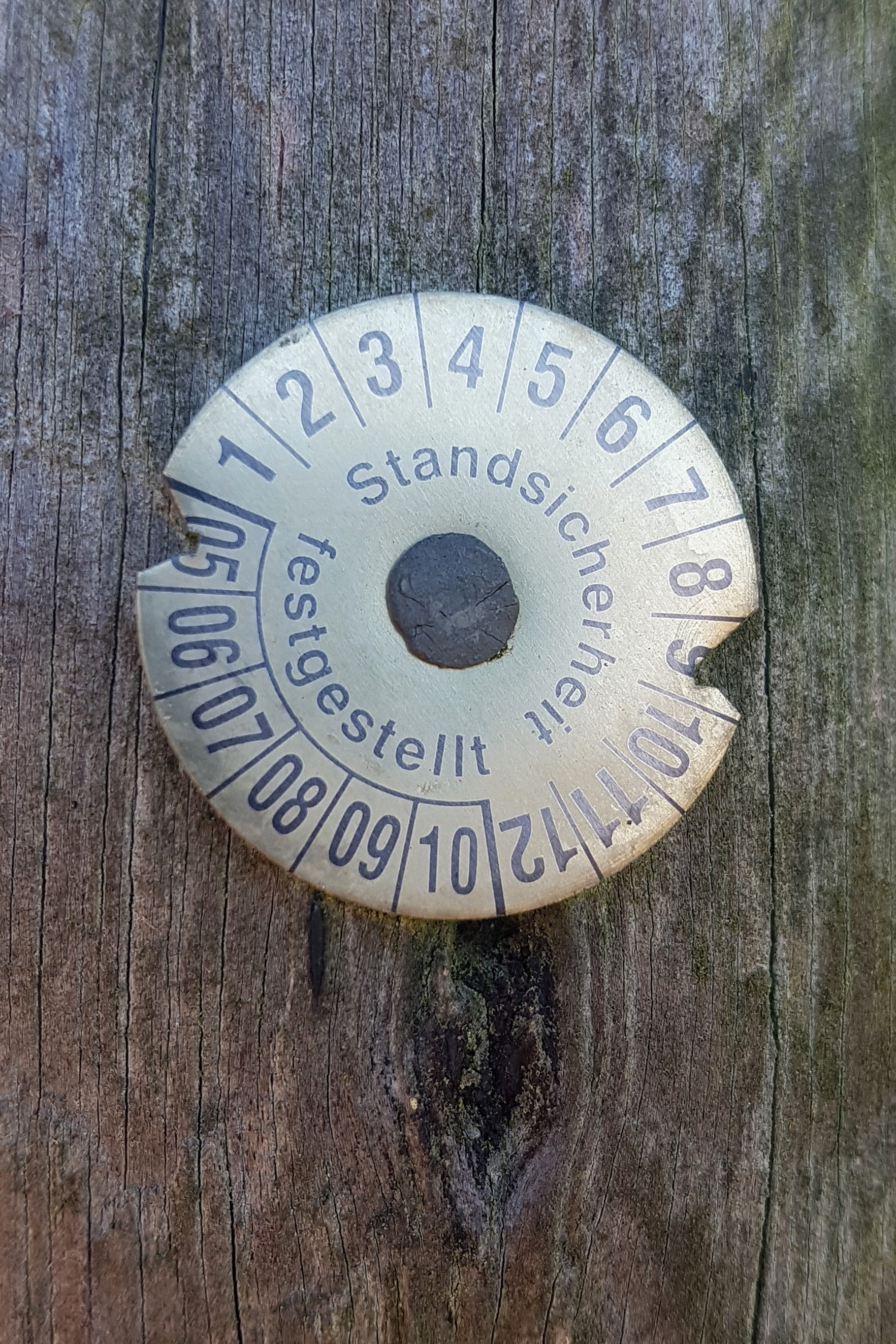
Prüfplakette an einem Telefonmast

## Standsicherheit im Bauwesen

### Standsicherheitsnachweis in der Baustatik
Im Rahmen des rechnerischen statischen Standsicherheitsnachweises baulicher Anlagen wird die Standsicherheit als Quotient zwischen den aufnehmbaren und den vorhandenen Beanspruchungen eines Tragwerks berechnet.

Verschiedene Normen machen Vorgaben zur Ausführung von Standsicherheitsnachweisen.

Zum Nachweis der Standsicherheit müssen verschiedene Versagensmechanismen einzeln nachgewiesen werden. Sie können in Systemversagen und örtliches Versagen untergliedert werden. Bei einem Systemversagen wird das Gesamtsystem instabil. Ein Beispiel dafür wäre das Kippen einer Wand. 

Bei einem örtlichen Versagen tritt an einem örtlich begrenzten Bereich eine für das verwendete Material zu große Beanspruchung auf. Wenn beispielsweise die maximal aufnehmbare Spannung für eine Mörtelfuge in einer Mauerwerkswand überschritten wird, kann die zu Rissen in der Wand führen. Je nach Tragreserven im Gesamtsystem kann ein örtliches Versagen auch zu einem Systemversagen führen.

Die Berechnung der Beanspruchungen (in der Regel Spannungen) erfolgt über die Lösung von Differentialgleichungen. In der Regel können die Differentialgleichungen nicht exakt gelöst werden. Es werden daher physikalische oder numerische Näherungslösungen ermittelt.
Ein Beispiel für eine physikalische Näherung ist die Plattentheorie, bei der das Tragwerk einer Decke über Zustandsgrößen für eine Fläche ermittelt werden. Ein Beispiel für ein numerisches Näherungsverfahren ist die Finite-Elemente-Methode (FEM).

Ein Beispiel für ein einfaches Verfahren zur Standsicherheitsberechnung ist das Kragträgerverfahren, das mit Balkentheorie auskommt.

### Wiederkehrende Überprüfung der Standsicherheit bestehender baulicher Anlagen
Die Bauministerkonferenz veröffentlichte im September 2006 "Hinweise für die Überprüfung der Standsicherheit von baulichen Anlagen durch den Eigentümer/Verfügungsberechtigten" mit Verweis auf § 3 Abs. 1 der Musterbauordnung (MBO), nach dem bauliche Anlagen so instand zu halten sind, dass die öffentliche Sicherheit und Ordnung, insbesondere Leben, Gesundheit und die natürlichen Lebensgrundlagen, nicht gefährdet werden.
Unterschieden werden
- Kategorie 1 - Versammlungsstätten mit mehr als 5000 Personen (z. B. Stadien) und
- Kategorie 2 -
  - Bauliche Anlagen mit über 60 m Höhe (z. B. Fernsehtürme, Hochhäuser),
  - Gebäude und Gebäudeteile mit Stützweiten > 12 m und/oder Auskragungen > 6 m sowie großflächige Überdachungen (z. B. Hallenbäder, Einkaufsmärkte, Mehrzweck-, Sport-, Eislauf-, Reit-, Tennis-, Passagierabfertigungs-, Pausen-, Produktionshallen, Kinos, Theater, Schulen) sowie
  - Exponierte Bauteile von Gebäuden, soweit sie ein besonderes Gefährdungspotenzial beinhalten (z. B. große Vordächer, angehängte Balkone, vorgehängte Fassaden, Kuppeln).[1]

Je nach Kategorie ist vorgesehen, dass "Begehungen" im Intervall von ein bis drei Jahren, "Sichtkontrollen" alle zwei bis fünf Jahre und "eingehende Überprüfungen" alle sechs bis fünfzehn Jahre ausgeführt werden.
Feuchteschäden
Neben der Sichtprüfung baulicher Anlagen auf Risse und andere Anzeichen möglicher Beeinträchtigung von Tragwerk und Bausubstanz ist insbesondere auf Feuchtigkeitsschäden zu achten. So etwa durch "Änderung der Luftfeuchtigkeit bzw. Kondenswasserbildung und der Temperatur bei baulicher Schließung einer offen geplanten Halle, ... Hallen mit Feuchtigkeitseintrag wie Reithallen mit genässtem Boden oder Kompostieranlagen, Hallen mit wechselklimatischen Bedingungen, ...", Prüfung, ob "die Dachabdichtung und die Entwässerung funktionstüchtig ... sowie insbesondere am Tragwerk keine feuchten Stellen vorhanden sind, ... Überprüfung des Daches, der Fassade, des Balkons, erdberührter Flächen und der Entwässerungseinrichtungen auf feuchte Stellen und Undichtigkeiten ...".
Holzkonstruktionen
Die einsehbaren Elemente von Dachstühlen und anderen Holzkonstruktionen sind "auf Risse und Verformungen, insbesondere Schrauben und sonstige Verbindungen auf festen Sitz sowie auf Druck beanspruchte Stoßflächen auf sattes Aufeinandersitzen, ... Nagelplatten auf einen ordnungsgemäßen Zustand ... Verschleißteile auf Abnutzung ...  Oberflächenschutz auf Schäden ... Holzkonstruktionen auf unzuträgliche Feuchtigkeit ... und einen Befall durch Holzschädlinge (Insekten und Pilze)" zu überprüfen. Sind Verfärbungen der Holzoberfläche zu erkennen, kann es sinnvoll sein, dort den Feuchtegehalt zu bestimmen und "Stöße und Risse auf Eindringen von Feuchtigkeit überprüfen". Bei Folien ist auf "die etwaige Bildung von Wassersäcken" zu achten. Treten an Leimholzträgern gerissene Klebstofffugen auf, ist  "die Eignung des verwendeten Klebstoffs (Leims) für die vorhandenen bauklimatischen Bedingungen" zu überprüfen.
Schneelast
Zusätzlich wird auf Schneelasten hingewiesen: "Die Schneehöhe auf dem Dach entscheidet nicht über das jeweilige Schneegewicht. Schnee in seinen verschiedenen Formen kann, angefangen von Pulverschnee über Nassschnee bis zu Eis, sehr unterschiedliches Gewicht aufweisen. Zur Ermittlung der Schneelast auf dem Dach ist deshalb das tatsächliche Schneegewicht zu bestimmen. Die zulässige Schneelast für die bauliche Anlage ist aus dem Standsicherheitsnachweis ersichtlich. Ersatzweise können Auskünfte über die in einer Gemeinde anzusetzende Schneelast bei der unteren Bauaufsichtsbehörde oder einem Ingenieur-/Architekturbüro eingeholt werden."